# Institut für Völkerrecht und Europarecht (Göttingen)
Das Institut für Völkerrecht und Europarecht ist ein Institut der rechtswissenschaftlichen Fakultät der Georg-August-Universität Göttingen.

## Geschichte
Das Institut wurde 1930 als Seminar für Völkerrecht und Diplomatie gegründet und ist damit eines der ältesten noch bestehenden Universitätsinstitute für internationales Recht in Deutschland. Seine Gründung geht auf den Rechtswissenschaftler Herbert Kraus zurück, der sich aufgrund seiner Gegnerschaft zum Nationalsozialismus von 1937 bis 1945 zwangsweise im Ruhestand befand und Gründungsdirektor des Instituts war.
Bis 2005 trug das Institut die Bezeichnung „Institut für Völkerrecht“, seitdem die Bezeichnung „Institut für Völkerrecht und Europarecht“. Völkerrecht wurde allerdings in Göttingen schon deutlich vor Gründung des Instituts gelehrt, unter anderem von Georg Friedrich von Martens.
Die Fachbibliothek des Instituts umfasst mehr als 56.000 Bände sowie rund 152 Abonnements für Fachzeitschriften. Während der Wiedererrichtung des Instituts ab 1945 war Hans-Günther Seraphim als Bibliothekar am Institut tätig und mit der Edition der Akten zu den Nürnberger Prozessen befasst. Der Göttinger Atomrechtskatalog sammelte Fachliteratur zum Atomrecht aus beinahe allen Rechtssystemen der Welt. Er wurde 2005 aufgrund fehlender Mittel eingestellt. Seither stellt das Bundesamt für Strahlenschutz den Katalog zu Recherchezwecken bereit.
Das Institut für Völkerrecht und Europarecht an der Universität Göttingen ist neben dem in Heidelberg ansässigen Max-Planck-Institut für ausländisches öffentliches Recht und Völkerrecht und dem Kieler Walther-Schücking-Institut eine der führenden akademischen Einrichtungen in Deutschland im Bereich des Völkerrechts. Die Mitglieder des Instituts wurden und werden rechtsberatend tätig, etwa in Verfahren vor der Internationalen Gerichtsbarkeit, manche wurden als Richter an Gerichte wie das Bundesverfassungsgericht und den Internationalen Gerichtshof gewählt. Zu den Rechtswissenschaftlern, die als Professoren am Institut tätig waren zählen unter anderem Ulrich Scheuner, Wilhelm Grewe, Georg Erler, Dietrich Rauschning, Volkmar Götz, Gottfried Zieger, Gilbert Gornig, Udo Fink, Georg Nolte. 
Zu den Veröffentlichungen des Instituts gehört das 2007 gegründete Goettingen Journal of International Law.
Bis 2012 verfügte das Institut über eine eigene Abteilung für Atomrecht.

## Organisation und Lehrangebot

### Lehrstühle
Das Institut verfügt derzeit über drei Abteilungen, besetzt mit den folgenden Professoren:
- Allgemeines Völkerrecht, Andreas Paulus, ehem. Richter des Bundesverfassungsgerichts
- Europarecht, Frank Schorkopf
- Internationales Wirtschafts- und Umweltrecht, Peter-Tobias Stoll

Darüber hinaus verfügt das Institut über zwei korrespondierende Mitglieder:
- Ausländisches und Internationales Strafrecht, Kai Ambos, Richter der Kosovo Specialist Chambers
- Öffentliches Recht, insb. Verwaltungsrecht, Angela Schwerdtfeger

### Lehrangebot
Die Lehrveranstaltungen des Instituts werden durch diverse Studierende besucht. So können einerseits Jura-Studierende ihren entsprechenden Schwerpunktbereich hier wählen und sich somit im Fachgebiet des Institut spezialisieren, andererseits stehen die Veranstaltungen auch Studierenden anderer Bachelor- und Masterstudiengänge, wie etwa der Politikwissenschaft, offen.
Seit dem Wintersemester 2024/25 bietet das Institut den LL.M.-Studiengang International Law an. Der Studiengang ist als Vollzeit-Studiengang konzipiert, wobei die Studierenden die verschiedenen Teilbereiche des Internationalen Rechts erlernen und sich anschließend spezialisieren. Die Lehre übernehmen hierbei sowohl Institutsangehörige als auch externe Dozierende, etwa von der Diplomatischen Akademie Wien, der University of Edinburgh oder Universität Tel Aviv.
Im Rahmen des Promotionsprogramms Public International Law: Human Rights – International Economic and Environmental Law – International Criminal Law bietet das Institut die Möglichkeit einen postgraduierten Abschluss zu erwerben. Das Programm ist für sechs Semester konzipiert und wird seit 2018 angeboten.

## Alumni
Zu den Doktoranden und Habilitanden des Instituts gehören:
- Joachim Bleicker (* 1958), Diplomat
- Reinhard Hilger (* 1937), Diplomat, ehem. Botschafter in der Schweiz
- Claas Dieter Knoop (* 1945), Diplomat, ehem. Botschafter in Äthiopien
- Heike Krieger (* 1968), Professorin an der Freien Universität Berlin
- Ernst Kutscher (1909–1974), Diplomat
- Ernst Martens (* 1949), Diplomat, ehem. Botschafter in Trinidad und Tobago und in Costa Rica
- Gunter Mulack (1943–2023), Diplomat, ehem. Botschafter in Kuwait, Bahrain und Syrien, Direktor des Deutschen Orientinstituts
- Edzard Schmidt-Jortzig (* 1941), ehem. Bundesjustizminister
- Eberhard von Thadden (1909–1964), Diplomat
- Adam von Trott zu Solz (1909–1944), Diplomat, Widerstandskämpfer[9]
- Christoph Vedder (* 1947), Professor an der Universität Augsburg
- Hedda von Wedel (* 1942), ehem. Präsidentin des Bundesrechnungshofs
- Beatrice von Weizsäcker (* 1958), Journalistin
- Alexander Werth (1908–1973), Diplomat und Fabrikant

Als Assistent arbeitete auch Alfred de Zayas am Institut.